# لارس توبورگ
لارس توبورگ (انگلیسی: Lars Toborg؛ زادهٔ ۱۹ اوت ۱۹۷۵) بازیکن فوتبال اهل آلمان است.
از باشگاه‌هایی که در آن بازی کرده‌است می‌توان به باشگاه فوتبال روت وایس اهلن و اشپورت فقاند زیگن اشاره کرد.